# تک‌کشتی

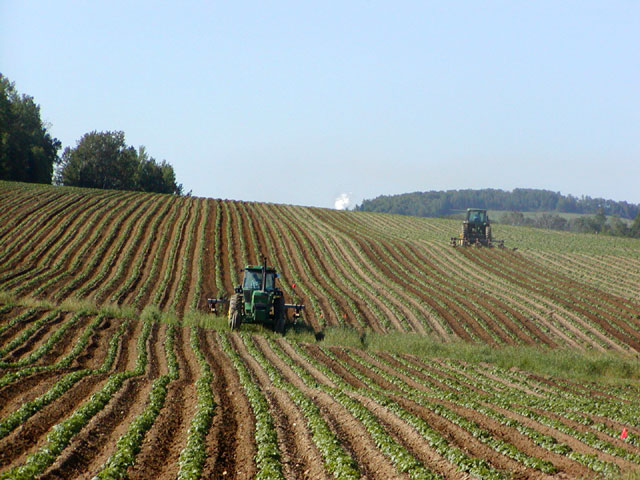
مزرعه سیب‌زمینی تک‌کشتی

در کشاورزی، تک‌کشتی (به انگلیسی: monoculture)، به عمل کشت یک گونه محصول در یک مزرعه در یک زمان گفته می‌شود. تک‌کشتی به‌طور گسترده در کشاورزی فشرده و در کشاورزی زیستی استفاده می‌شود: هر دو مزرعه ذرت ۱۰۰۰ هکتاری و مزرعه ۱۰ هکتاری کلم‌پیچ ارگانیک تک‌کشت هستند. محصولات تک‌کشتی به کشاورزان این امکان را داده‌است که کارایی را در کاشت، مدیریت و برداشت، عمدتاً از طریق تسهیل استفاده از ماشین‌آلات در این عملیات، افزایش دهند، اما تک‌کشتی می‌تواند خطر شیوع بیماری‌ها یا آفات را افزایش دهد. تنوع را می‌توان هم در زمان، مانند یک تناوب کشت یا توالی زراعی، و هم در فضا، با چندکشتی یا کشت درهم اضافه کرد (جدول زیر را ببینید).
همچنین تک کشتی در طی چند سال موجب کاهش بعضی عناصر در خاک و کاهش توان زراعی خاک می‌شود و به اصطلاح خاک فقیر خواهد شد. بنابراین کشاورزی برای رسیدن به میزان محصول مورد قبول، مجبور است از کودهای بیشتری استفاده کند.
تک‌کشتی ادامه‌دار یا کشت تک‌محصولی، که در آن کشاورزان سال به سال گونه‌های مشابهی را پرورش می‌دهند، می‌تواند منجر به تجمع و گسترش سریع‌تر آفات و بیماری‌ها در یک محصول حساس شود.
|             |        |                                                           | تنوع در زمان               | تنوع در زمان            | تنوع در زمان      |
| کم          | بالاتر | بالاتر                                                    |                            |                         |                   |
| ----------- | ------ | --------------------------------------------------------- | -------------------------- | ----------------------- | ----------------- |
| کم          | چرخشی  | پویا (غیرچرخشی)                                           |                            |                         |                   |
| تنوع در فضا | کم     | تک‌کشت، یک گونه در یک مزرعه                                | تک‌کشتی مداوم، کشت تک‌محصولی | تناوب کشت (چرخش تک‌کشتی) | توالی تک‌کشتی‌ها    |
| تنوع در فضا | بالاتر | چندکشتی، دو یا چند گونه آمیخته شدن در یک مزرعه (کشت درهم) | چندکشتی مداوم              | تناوب چندکشتی           | چندکشتی دنباله‌دار |